# Executive
Executive er et begreb fra engelsk, der bruges om personer, processer eller forhold der har at gøre med træfningen af beslutninger. I Danmark er det mest brugt indenfor forretningsverdenen, hvor det henviser det til det øverste ledelsesniveau (fx chief executive officer). I de engelsktalende lande kan det dog også henvise til den besluttende del af statsadministrationen.